# 朱夫人 (南吳太祖)
朱夫人（9世纪—？），名不详，舒城人。五代十国南吳太祖杨行密妻。
唐奉国节度使朱延寿之姊，受唐封为燕国夫人。后杨、朱反目，杨行密杀朱延寿，她也被罢休，並被楊行密嫁給蕲州刺史石膳，后事不知。